# 高岡亜衣
高岡 亜衣（たかおか あい、1982年1月8日 - ）は、日本のシンガーソングライター。神奈川県出身。血液型はA型。かつてはボックスコーポレーションに所属し、音楽制作会社ビーイングで制作を行っていた。

## 略歴
デビュー当時からモデルとして活動をしたが、2003年9月、歌手業に転向する。2009年4月に「大阪から東京へ活動の拠点を移す」との理由で、活動休止を発表したが、2010年4月に復帰した。2011年本人によるブログにて所属事務所との契約終了を発表した。

## ディスコグラフィ

### シングル
|      | リリース日     | タイトル                                            | 楽曲制作                                       | 最高位 |
| 1st  | 2004年2月11日  | 君の傍で                                            | 作詞：高岡亜衣 作曲：大野愛果 編曲：徳永暁人   | 132位  |
| 2nd  | 2004年3月10日  | 光と風と君の中で                                    | 作詞：高岡亜衣 作曲：大野愛果 編曲：池田大介   | 120位  |
| 3rd  | 2004年6月16日  | 人生はParadise!                                     | 作詞：高岡亜衣 作曲：徳永暁人 編曲：徳永暁人   | 144位  |
| 4th  | 2004年8月18日  | 君の笑顔を見ると嬉しくなる 君の涙を見ると切なくなる | 作詞：高岡亜衣 作曲：高岡亜衣 編曲：岡本仁志   | 147位  |
| 5th  | 2005年6月29日  | 想い出の夏が来る                                    | 作詞：高岡亜衣 作曲：高岡亜衣 編曲：岡本仁志   | 圏外   |
| 6th  | 2005年11月30日 | Ah あなたに会いに行かなきゃ                         | 作詞：高岡亜衣 作曲：高岡亜衣 編曲：小林哲     | 195位  |
| 7th  | 2006年4月5日   | 誰にも言えない真実（ひみつ）                        | 作詞：高岡亜衣 作曲：高岡亜衣 編曲：小林哲     | 187位  |
| 8th  | 2007年7月18日  | こいはなび                                          | 作詞：高岡亜衣 作曲：高岡亜衣 編曲：中野純吾   | 127位  |
| 9th  | 2008年4月23日  | ごめんね、今でも好きで居ます                        | 作詞：高岡亜衣 作曲：高岡亜衣 編曲：小林哲     | 196位  |
| 10th | 2008年10月22日 | Change my life                                      | 作詞：高岡亜衣 作曲：高岡亜衣 編曲：岩倉さとし | 圏外   |
| 11th | 2009年1月14日  | Hello my sunshine                                   | 作詞：高岡亜衣 作曲：高岡亜衣 編曲：小林哲     | 圏外   |

### アルバム
1. Sunny（2004年10月20日）
2. acoustic love（2006年8月23日）
3. fiction（2008年6月25日）

### ミニアルバム
1. ALL I WANNA DO（2009年4月29日）
2. SUNshine ROCK（2010年9月1日）

### その他
- TAK MATSUMOTO（B'z）「THE HIT PARADE」(M-3:その気にさせないで、原曲：キャンディーズ、北原愛子・三枝夕夏と共演)
- 「GIZA studio 10th Anniversary Masterpiece BLEND 〜LOVE Side〜」(M-10:こいはなび)
- 「GIZA studio presents -Girls-」(M-8:こいはなび)

## 出演番組
- ニッポン放送「東貴博のヤンピース」：ニッポン放送内での公開生放送に出演。
その場で2ndAL収録曲「青空の下で」を弾き語りで熱唱。
- PVTVの｢TALK CLIP｣のコーナーに出演。（2007年7月19日）
- ドラマ「こどもの事情」に8月23日にカフェの客役として出演。